# 百軒町 (前橋市)
百軒町（ひゃっけんまち）は、群馬県前橋市の旧町名である。
現在の朝日町一丁目、朝日町二丁目、朝日町三丁目の各一部にあたる。1966年（昭和41年）の住居表示の実施により、朝日町一丁目、朝日町二丁目、朝日町三丁目の各一部となった。

## 地理
前橋市の中部に位置していた。

## 歴史
かつての群馬郡前橋東百軒町、前橋西百軒町が1876年（明治9年）に合併してできた地名である。
1966年（昭和41年）の住居表示の実施に伴う町名変更により、朝日町一丁目、朝日町二丁目、朝日町三丁目の各一部となり消滅した。

### 年表
- 1889年 百軒町を含む30町11大字を合併し東群馬郡前橋町が成立したため、前橋町の町名となる。
- 1892年 東群馬郡前橋町が市制施行して前橋市となる。その際に前橋市の町名となる。
- 1923年  前橋北部耕地整理事業により一毛町字百軒町、天川町字無頭の各全域および天川町字新町裏の一部を編入。
- 1966年 住居表示の実施に伴う町名変更により、北部が朝日町一丁目、南部が朝日町二丁目、東部が朝日町三丁目の各一部となり消滅。